# Astragalus asclepiadoides
Astragalus asclepiadoides är en ärtväxtart som beskrevs av Marcus Eugene Jones. Astragalus asclepiadoides ingår i släktet vedlar, och familjen ärtväxter. Inga underarter finns listade i Catalogue of Life.